# متغير إحصائي
المتغير في علم الإحصاء هو الخاصية أو السمة التي تأخذ قيما أو مستويات مختلفة من فرد إلى آخر (وتكون من قيمتين أو مستويين على الأقل) مثال: (الجنس: ذكر، أنثى)، ويقابله الثابت وهو الصفة التي لا تتغير قيمتها من فرد إلى فرد، مثال: (الجنسية، في عينة دراسة مكونة من المواطنين فقط). ويمكن أن تكون المتغيرات كمية، مثال (درجات الامتحانات، العمر...) أو كيفية، مثال: (اللون، الجنس...). كما ينقسم المتغير الكمي إلى متغير متصل ومتغير منفصل، وجميع هذه المتغيرات يمكن أن تكون متغير مستقل أو متغير تابع.

## تعريف
المتغير الإحصائي  الخواص المشاهدة للعنصر الإحصائي تدعى المتغير ان القيم الفعلية تفترض بواسطة المتغيرات الاحصائية التي تدعى المشاهدات، القياسات، أو البيانات. مجموعة القيم الممكنة، متغير يؤخذ، ويدعى فضاء العينة.
المتغيرات مدلولة بالاحرف المكتوبة Y،X.. بينما الفعلية المطابقة مكتوبة بأحرف صغيرة x1,x2 الفهرس يعكس نمذجة العناصر الاحصائية
| المتغير | المشاهدات       |
| ------- | --------------- |
| X       | ...,3 x1, x2, x |
| Y       | ...,y1,y2,y3    |

هو مفيد التمييز بين المتغيرات التي استعملت لتعريف واستهداف البيانات.

## المتغيرات المعرفة
في تخصيص مجموعة القيم الثابتة لعناصر المجتمع المحددة، على سبيل المثال، تحديد التدقيق الإحصائي للاشخاص (النساء) يتضمن تعريف المتغير «الجنس» «للأنثى».
متغيرات الهدف:
هذه خواص الاهتمام، الظواهر التي تكتشف بواسطة التقنيات الاحصائية
ومثال على ذلك عمر الشخص يعود لمجتمع معين.
هدف التحقيق الإحصائي لاكتشاف تركيب برلين الاقتصادي والاجتماعي ابتداء من 21 ديسمبر 1995
متغيرات التعريف مختارة لتكون:
- القانوني: المواطن
- المكاني: العنوان الدائم في برلين
- الزماني: 31 ديسمبر 1995

العنصر الإحصائي: المواطن المسجل في برلين 31 ديسمبر 1995
المجتمع: كل مواطني برلين في 31 ديسمبر 1995
متغيرات الهدف الممكنة
| الرمز | المتغير                | فضاء العينة         |
| ----- | ---------------------- | ------------------- |
| X     | العمر (التدوير لسنوات) | {...,0,1,2.3}       |
| S     | الجنس                  | { أنثى، ذكر}        |
| T     | الحالة العائلية        | {أعزب، متزوج، مطلق} |
| Y     | الدخل الشهري           | [0،∞)               |

## المتغير الكمي
المتغير الكمي هو متغير يكون التغير في قيمه ومستوياته تغيرا من حيث المقدار أي أنها تتعامل مع قيمة رقمية، مثل العمر وعدد السكان والتحصيل والذكاء، ومقابله يسمى المتغير النوعي وهو متغير يكون التغير في قيمه ومستوياته تغيرا من حيث النوع أي لا تتضمن قيم رقمية يمكن معالجتها، ولا يمكن تقسيمها بحسب الأصغر والأكبر تحت تقسيم واحد، مثل الجنس والطبقة الاجتماعية.
ويكون المتغير الكمي متصلا عندما يمكن أخذ أي قيمة على المقياس بما يشمل الكسور مثل درجة الحرارة، بينما يكون المتغير الكمي منفصلا عندما لا يأخذ إلا قيمة صحيحة غير كسرية مثل عدد أفراد الأسرة. ويؤثر نوع المتغير في اختيار الأساليب المناسبة للتعامل معه إحصائيا.

### المتغير الكمي المتصل
المتغير الكمي المتصل أو المستمر هو متغير كمي يتكون من كل القيم في مدى عددي معين، أي أنه يأخذ أي قيمة على المقياس ويقبل الكسور، مثال: (المعدل التراكمي، والوزن، ودرجة الحرارة).

### المتغير الكمي المنفصل
المتغير الكمي المنفصل أو المنقطع هو متغير كمي يتكون من أعداد صحيحة لا تشمل الكسور، مثال: (عدد أفراد الأسرة أو الطلاب)

## المتغير النوعي
هو متغير يكون التغير في قيمه ومستوياته تغيرا من حيث النوع أي لا تتضمن قيم رقمية يمكن معالجتها، ولا يمكن تقسيمها بحسب الأصغر والأكبر تحت تقسيم واحد، مثل الجنس والطبقة الاجتماعية، ويستخدم غالبا في المقياس الاسمي والترتيبي. ويقابله المتغير الكمي الذي يمكن أن يأخذ فيه أي قيمة على مقياس الأعداد بما يشمل الكسور.
هو متغير تكون قيمه ومستوياته وصفية وليست رقمية، مثل الجنس حيث يكون إما ذكرا أو أنثى، وعندما تعطى أرقام لهذه المستويات فإنها تكون مجرد رموز وليست أرقاما حقيقية يمكن أن تجرى عليها العمليات الحسابية، ولكن يمكن أن نعدها كما نعد عدد الذكور أو الإناث في مكان ما.